# Melissodes denticulata
Melissodes denticulata es una especie de abeja del género Melissodes, tribu Eucerini, familia Apidae. Fue descrita científicamente por Smith en 1854.

## Descripción
Los machos miden 9-11 milímetros de longitud y las hembras 9,5-11 milímetros.

## Distribución
Se distribuye por Estados Unidos y Canadá.